# José Manuel de Arjona y Cubas
José Manuel de Arjona y Cubas (Osuna, 2 de desembre de 1781 – 14 de desembre de 1850) va ser un intel·lectual espanyol, germà petit del religiós i poeta Manuel María de Arjona, assistent a Sevilla durant el període de 1825 a 1833. Acadèmic de la Reial Acadèmia de la Història des de 1847.

## Biografia
Va cursar estudiar llatí a Osuna, i es graduà de batxiller en Filosofia a la Universitat de Sevilla el 1795; després es dedicaria, però, a l'advocacia i va aconseguir el títol de Batxiller en les dues especialitats, graduant-se a Osuna com a Llicenciat i Doctor en Cànons.
Acabada la seva formació es va traslladar a Madrid per treballar com a funcionari judicial, cosa que va aconseguir en 1806 en ser nomenat pel rei Carles IV d'Espanya Alcalde del Crim de l'Audiència d'Extremadura. El 1814 Ferran VII el nomena nomenat Alcalde de Casa i Cort (1814-1817) i Ministre del Consell de Guerra i Corregidor de Madrid (1817-1820). El 25 d'abril de 1825 va comissionat a Sevilla en qualitat d'Assistent de la ciutat i Intendent de l'Exèrcit d'Andalusia.
Un any després de l'inici del seu mandat va propiciar la instal·lació a Sevilla de l'arquitecte Melchor Cano amb qui col·laborarà en la transformació de la ciutat. El 18 de setembre de 1827 va ser nomenat president de la Junta Rectora de l'Acadèmia de Belles arts de Santa Isabel de Sevilla. Des d'aquestes institucions va mantenir viva la seva amistat amb el seu antic preceptor en el Reial Col·legi de Morón, Francisco Rodríguez García. El seu fill Miguel Rodríguez Ferrer era alumne de la Universitat de Sevilla durant el seu mandat com a Assistent.
En el termini que va durar el seu mandat, va destacar per l'eficaç gestió en el que concerneix a la política urbanística de la ciutat, que gairebé la transforma per complet en reformar l'empedrat dels carrers cèntrics així com l'enrajolat de les voreres i l'enllumenat públic de places i carrers amb fanals de tres encenedors.
Va ordenar l'enderrocament del tros de muralla que unia la Torre del Oro amb la Torre de la Plata para a continuació poder construir el Passeig de Cristina i el de les Delícies, va contribuir a l'eixample i embelliment de les travessies, on predominaven la foscor i la insalubritat, així mateix obre les places de Doña Elvira, la d'Armas i la de Cristo de Burgos.
Al Barri de San Pedre mana enderrocar l'antiga i vella fàbrica de treball per convertir-la en Moreria. Contribueix a realitzar reformes també per a la creació de barris com a San Roque, La Resolana i Campo de Mártires.
També va iniciar la instal·lació del mercat de l'Encarnació, el de Triana i el de Fira. Van promoure la creació de diversos cementiris per a la ciutat, tres propers a les muralles i una cambra a Triana i els Jardins de las Delicias de Arjona. Va dimitir del càrrec a la mort de Ferran VII d'Espanya, i degut al seu suport als absolutistes fou desterrat a Cadis, França i Itàlia fins a 1843, quan tornà a Espanya i donà suport a la reina Isabel II d'Espanya. El 1848 fou nomenat membre del Consell de Sanitat del Regne i el 1849 del Consell d'Instrucció Pública i Senador vitalici. Va morir poc després.
Era en possessió de la Legió d'Honor, de la gran creu de l'Orde de Carles III i de l'Orde d'Isabel la Catòlica.